# كوثر النشاشيبي
كوثر النشاشيبي مذيعة وممثلة أردنية، ولدت في مدينة القدس عام 1930 وتوفيت في عمان في 13 سبتمبر عام 2004.

## العمل
بدأت عملها الإذاعي في إذاعة القدس، ثم في الإذاعة الأردنية، حيث أقنعها رئيس الوزراء وصفي التل بالانتقال إلى عمان. عملت ممثلةً في الدراما التلفزيونية الأردنية، حيث قدّمت أدوار في مسلسلات أهمها مسلسل إبراهيم طوقان وحارة أبو عواد.
قدمت كوثر النشاشيبي برنامج «رسائل شوق» عبر أثير الإذاعة الأردنية منذ بداية سبعينيات القرن الماضي حتى توقفه بعد توقيع اتفاق السلام بين الأردن وإسرائيل، كان البرامج حلقة وصل الأهل في الضفة الغربية والعالم. حقق البرنامج على مدى سنوا بثه شعبية كبيرة لأهميته وهدفه الفريد. كما قدّمت عدداً من برامج الأسرة والمنوعات منها «لمسة حنان»، «ما يطلبه المستمعون»، «الأسرة».
كتبت عدّة مسرحيات، وشاركت في تمثيل بعضها، منها الأشقياء الصغار (مسرحية 1979)، العز بهدلة (مسرحية - 1980)، علي بابا والأربعين حرامي (مسرحية 1981).

## تكريمات
كرم الملك عبد الله الثاني بن الحسين كوثر النشاشيبي بوسام الاستقلال من الدرجة الثانية عام 2004، في حفل استقبال أقيم بمناسبة يوم الاستقلال، تسلّمته ابنتها السيدة «ليالي النشاشيبي».